# Anzor Chizrijew
Anzor Rusłanowicz Chizrijew (ros. Анзор Русланович Хизриев; ur. 31 października 1990) – rosyjski zapaśnik startujący w stylu wolnym. Piąty na mistrzostwach świata w 2017 i 2018. Brązowy medalista mistrzostw Europy w 2019. Triumfator igrzysk europejskich w 2019. Drugi w Pucharze Świata w 2014. Mistrz Rosji w 2017 i 2018, a trzeci w 2016 roku.